# Нарышкино (Липецкая область)
Нарышкино — село Чаплыгинского района Липецкой области, входит в состав Лозовского сельсовета.

## Географическое положение
Село расположено на берегу реки Ряса в 16 км на север от райцентра города Чаплыгин, примыкает с юга к центру поселения деревне Лозовка.

## История
Первоначальное построение церкви в селе Нарышкино неизвестно. Построенная в 1762 году князем Ал. Феодоровичем Барятинским деревянная Покровская церковь с Знаменским приделом в 1836 г. была возобновлена усердием помещицы Екатерины Дмитриевны Шишкиной, а в 1871 г. за ветхостью она была разобрана. В 1873 г. на средства прихожан построена была новая деревянная Покровская церковь с приделами иконы Знамения Пресв. Богородицы и св. равноапост. Марии Магдалины. Одновременно с церковью построена была и колокольня.  
В XIX — начале XX века село являлось центром Нарышкинской волости Раненбургского уезда Рязанской губернии. В 1906 году в селе было 92 дворов.
С 1928 года село входило в состав Лозовского сельсовета Раненбургского района Козловского округа Центрально-Чернозёмной области, с 1948 года — в составе Чаплыгинского района, с 1954 года — в составе Липецкой области.

## Население
| 1859 | 1897 | 1906 | 2010 |
| ---- | ---- | ---- | ---- |
| 432  | ↗531 | ↗651 | ↘300 |